# Claire Forlani

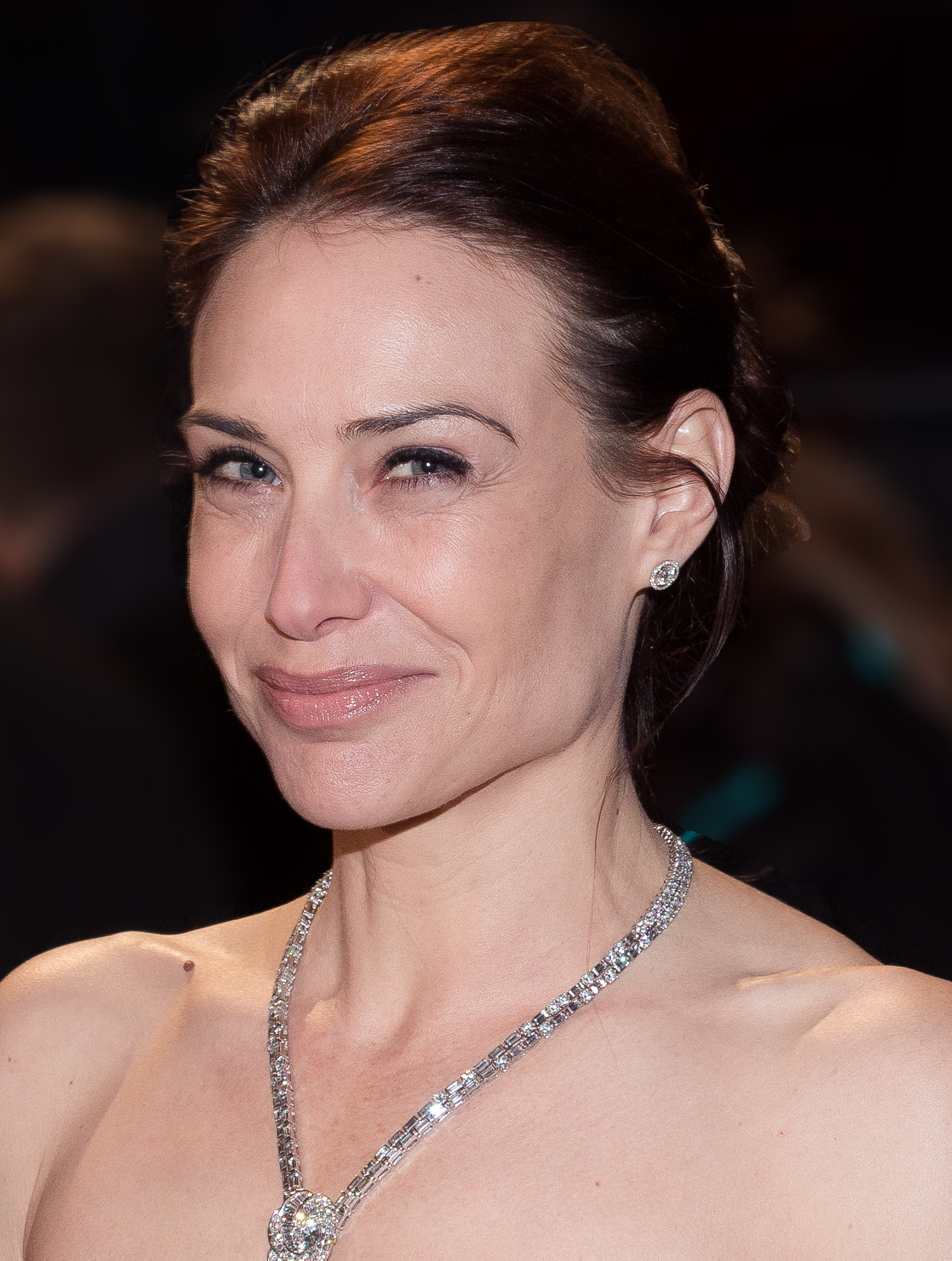
Claire Forlani (2015)

Claire Antonia Forlani (* 17. Dezember 1971 in Twickenham) ist eine britische Schauspielerin.

## Leben
Forlani, die Tochter einer Britin und eines Italieners, begann bereits im Alter von elf Jahren mit einem Tanz- und Dramastudium an der Londoner Arts Educational School. Während ihres sechsjährigen Studiums sammelte sie auch Theatererfahrung. 1991 erlangte Forlani erste Erfahrung in den britischen Fernsehserien Press Gang und Shrinks sowie in der Fernsehproduktion Tod in den Augen.
1993 entschieden sich Forlanis Eltern, nach San Francisco umzuziehen, um die Karriere ihrer Tochter besser fördern zu können. Ihre erste Rolle in einer US-amerikanischen Produktion erlangte sie noch 1993 in der für das Fernsehen produzierten Miniserie John F. Kennedy – Wilde Jugend, bevor sie 1994 im Kinofilm Police Academy 7 – Mission in Moskau mitwirken durfte. Es folgten einige Nebenrollen in Serien und Filmen, wie z. B. 1996 in The Rock – Fels der Entscheidung, bevor sie ihre erste Hauptrolle in Garage Sale, einem Independentfilm, erhielt.
Ihren Durchbruch schaffte Forlani allerdings erst 1998 mit dem Film Rendezvous mit Joe Black, der ihr eine Nominierung für den Saturn Award einbrachte. 2006 gehörte sie zum Ensemble der dritten Staffel von CSI: NY.
Am 8. Juni 2007 heiratete Forlani den Schauspieler Dougray Scott im Hause ihrer Eltern im italienischen Pievebovigliana.
Im Jahr 2017 gab Forlani zur Metoo-Debatte bekannt, dass sie von Harvey Weinstein fünfmal angegangen wurde, Geschlechtsverkehr mit ihm zu haben, sie aber jedes Mal „entkommen“ sei.

## Filmografie

### Filme
- 1992: Tod in den Augen (Gypsy Eyes)
- 1992: John F. Kennedy – Wilde Jugend (J.F.K.: Reckless Youth)
- 1994: Police Academy 7 – Mission in Moskau (Police Academy: Mission to Moscow)
- 1995: Mallrats
- 1996: Garage Sale
- 1996: The Rock – Fels der Entscheidung (The Rock)
- 1996: Basquiat
- 1997: Wie ich zum ersten Mal Selbstmord beging (The Last Time I Committed Suicide)
- 1998: Into My Heart
- 1998: Basils Liebe (Basil)
- 1998: Rendezvous mit Joe Black (Meet Joe Black)
- 1999: Mystery Men
- 2000: Magicians
- 2000: Boys, Girls & a Kiss (Boys and Girls)
- 2001: Startup (Antitrust)
- 2001: Going Greek
- 2002: Triggermen
- 2003: Northfork
- 2003: Das Medaillon (The Medallion)
- 2004: Gone Dark (The Limit)
- 2004: Memron
- 2004: Bobby Jones – Die Golflegende (Bobby Jones: Stroke of Genius)
- 2005: Hooligans (Green Street Hooligans)
- 2005: Ripley Under Ground
- 2005: Shadows in the Sun (Vengo a prenderti)
- 2006: Schwerter des Königs – Dungeon Siege (In the Name of the King: A Dungeon Siege Tale)
- 2007: Nora Roberts – Lilien im Sommerwind (Carolina Moon, Fernsehfilm)
- 2007: Hallam Foe – This Is My Story (Hallam Foe)
- 2008: Flashbacks of a Fool
- 2008: Beer for My Horses
- 2009: False Witness (Fernsehfilm)
- 2009: Not Forgotten – Du sollst nicht vergessen (Not Forgotten)
- 2011: Ein Pferd fürs Leben (Shannon’s Rainbow)
- 2011: Ice – Der Tag, an dem die Welt erfriert (Ice, Fernsehfilm)
- 2011: Love’s Kitchen – Ein Dessert zum Verlieben (Love’s Kitchen)
- 2013: Another Me – Mein zweites Ich (Another Me)
- 2016: Precious Cargo
- 2016: Run to Me (Fernsehfilm)
- 2018: Head Full of Honey
- 2019: An Affair to Die For
- 2019: Drei Schritte zu Dir (Five Feet Apart)
- 2020: Black Beauty

### Fernsehserien
- 2006: Nightmares & Dreamscapes: Nach den Geschichten von Stephen King (Nightmares & Dreamscapes: From the Stories of Stephen King, Episode 1x02)
- 2006–2010: CSI: NY (11 Folgen)
- 2011–2012: Navy CIS: L.A. (NCIS: Los Angeles, 6 Folgen)
- 2011: Camelot (10 Folgen)
- 2016–2017: Hawaii Five-0 (6 Folgen)
- 2019: Departure (6 Folgen)
- 2021–2023: Domina (9 Folgen)
- 2024: Eiskalte Engel (Cruel Intentions, 4 Folgen)